# Nazacara de Pacajes (gemeente)
Nazacara de Pacajes is een gemeente (municipio) in de Boliviaanse provincie Pacajes in het departement La Paz. De gemeente telt naar schatting 687 inwoners (2018). De hoofdplaats is Nazacara.